# Rivet
Pour les articles homonymes, voir Rivet (homonymie).
Pour l’article ayant un titre homophone, voir Rivais.
Un rivet est un élément d'assemblage et de fixation  permanent. Il se présente sous la forme d'une tige cylindrique, généralement métallique, pleine ou creuse qui est munie à l'une de ses extrémités d'une « tête », c'est-à-dire une partie de section plus grande.
L'autre extrémité sera aplatie et élargie par écrasement, pour solidariser les éléments qu'on veut riveter ensemble. C'est l'opération en principe irréversible dite rivetage.

Ces éléments (par exemple deux plaques de métal) ont chacun été percés au préalable d'un trou permettant à la tige du rivet de traverser l'un et l'autre.

## Historique

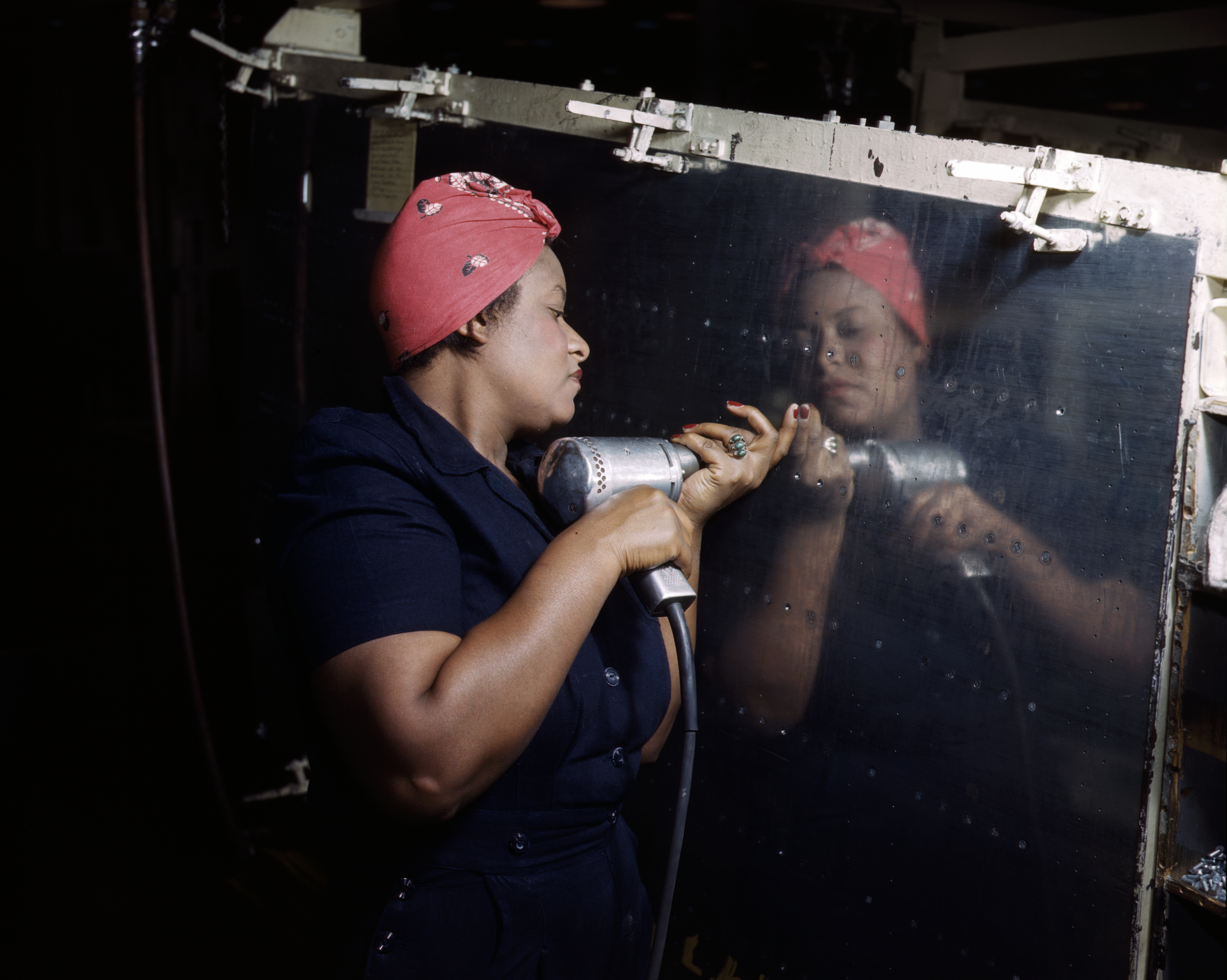
Une riveteuse dans la construction d'un bombardier Vultee A-31, dans le Tennessee, Il s'agit d'une photographie célèbre, intitulée Rosie the Riveter (Rosie la riveteuse), prise par Alfred T. Palmer, et conservée à la Bibliothèque du Congrès. Février 1943.

Le rivet est, comme pièce d'assemblage, contemporain du travail des métaux, et est attesté il y a plus de 3000 ans avant notre ère en Egypte ancienne. Dérivés de la fabrication des clous, ils étaient alors fabriqués un par un, par le forgeron. Henry de Graffigny le définit comme "une sorte de clou ou de cheville de fer dont les extrémités sont aplaties à coups de marteau au moment de la mise en place et qui sert à réunir et à associer deux bandes de tôle dans la chaudronnerie et la charpente en fer". Le verbe river signifie également "aplatir ou recourber à coups de marteau la tête d'un clou ou d'une broche de fer".
On a plus tard conçu des machines pour fabriquer les rivets. Ces machines de « frappe à froid » prennent en charge un fil métallique dont la section est celle qu'on veut attribuer au rivet. La partie libre du fil est tirée par la machine qui la « frappe » pour obtenir la tête qui aura une forme adéquate à son usage futur (tête ronde, plate, fraisée, etc.) ; la machine sectionne le fil de façon que le rivet ait la longueur désirée. C'est ensuite le tour du rivet suivant.
Les établissements Dervaux, créés en 1828 à Vieux-Condé par Philippe Dervaux, spécialisés dans le forgeage à froid, fournirent les 2 500 000 rivets de la Tour Eiffel.
Les Ateliers de la Haute-Garonne, fondés par Marcellin Jules Charles Auriol (1874-1953) sont actuellement devenus la première entreprise mondiale pour la fabrication et la vente des rivets. Marcellin Auriol, après son Tour de France comme forgeron Compagnon du Devoir, s'est établi comme artisan forgeron à En Gélis (Saint-Germier, hameau de la commune de Teyssode, Tarn). Il devint ensuite entrepreneur de battages dans le Tarn et enfin industriel à Toulouse. Éloi, puis Jean-Marc Auriol, ont ensuite développé les Ateliers de la Haute-Garonne (AHG) à Flourens.
Le montage du rivet s'est d'abord effectué à chaud : le rivet suffisamment chauffé pour devenir facilement déformable, est mis en place et battu. Son refroidissement participera au serrage des pièces assemblées. Pour éviter le chauffage, le rivet peut être en métal déformable au martelage. Mais ce mode de montage nécessite l'accès aux deux faces de l'assemblage.

## Types de rivet

### Rivet standard

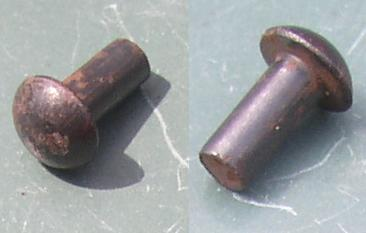
Rivets standard.

C'est le rivet traditionnel monté à froid ou à chaud selon sa taille. Il peut être en acier doux, en cuivre, en aluminium, duralumin ou en alliage à plasticité suffisante. Le métal choisi dépend de la résistance attendue mais aussi des matériaux à assembler. Sa tête peut être ronde, plate ou fraisée (82°, 90, 120° mais plus généralement 100°). Sa longueur est ajustée à l'épaisseur de l'assemblage : trop court l'assemblage sera impossible et trop long, la dimension de la tête dépassant de l'assemblage le fragilisera.
Deux grands types existent : les rivets pleins et les rivets semi-forés.
Ces derniers ont subi une étape supplémentaire lors de la fabrication avec la création d'un trou cylindrique plus ou moins profond sur la partie opposée à la tête. Le sertissage se faisant alors en retournant la paroi sur elle-même en formant une bouterolle. Usage typique : les chaises pliantes.

Il existe également des rivets en plastique, le rivetage se faisant généralement à chaud pratiquement sans pression.

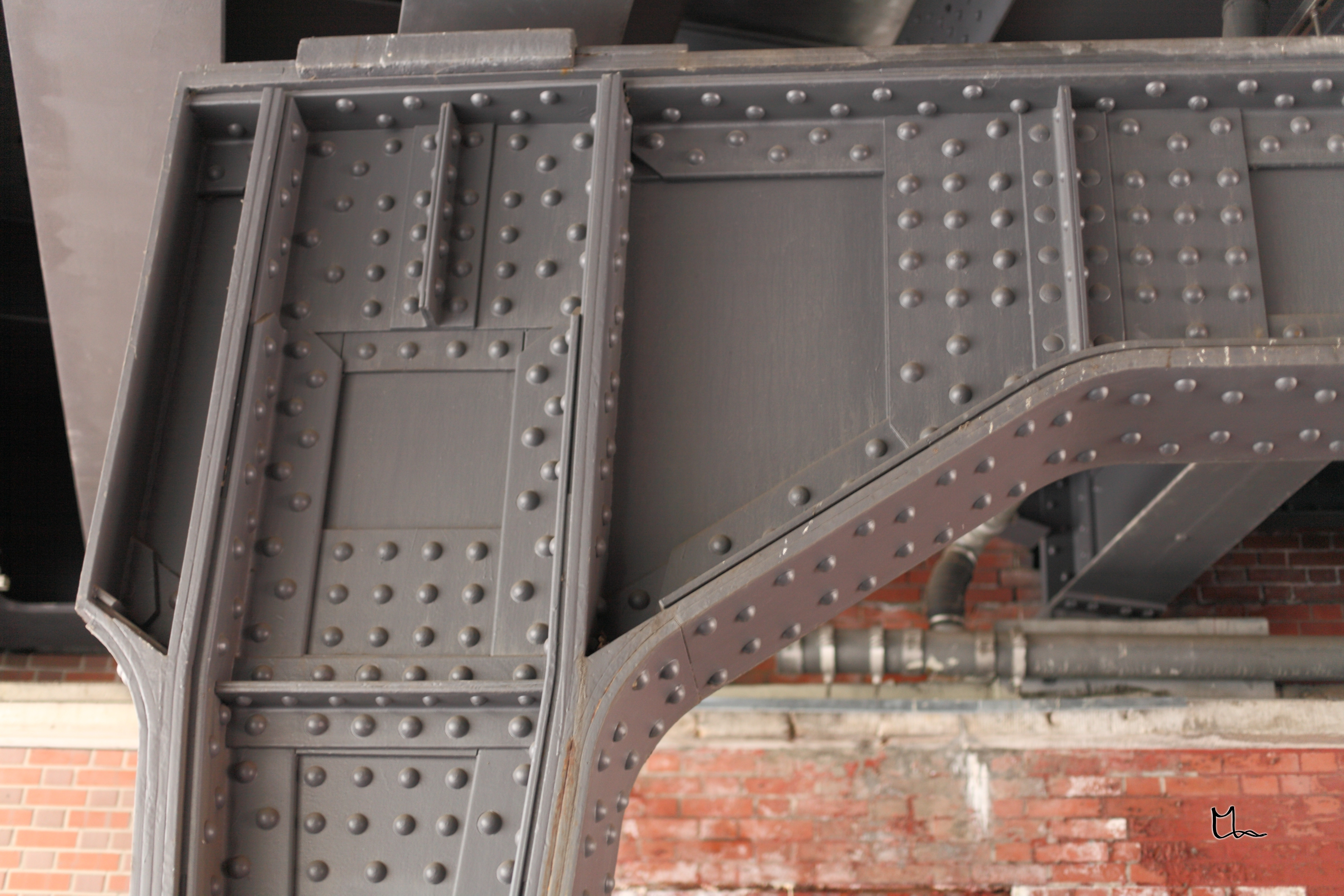
Rivets standards sur la structure d'un pont.

### Rivet double
Certains rivets sont constitués de deux pièces comportant chacune une tête, le rivetage s'obtenant en engageant la tige d'une pièce dans la tige creuse de l'autre, une légère conicité permettant le coincement à l'enfoncement. Ces rivets sont généralement en laiton ou en plastique.

### Rivet aveugle

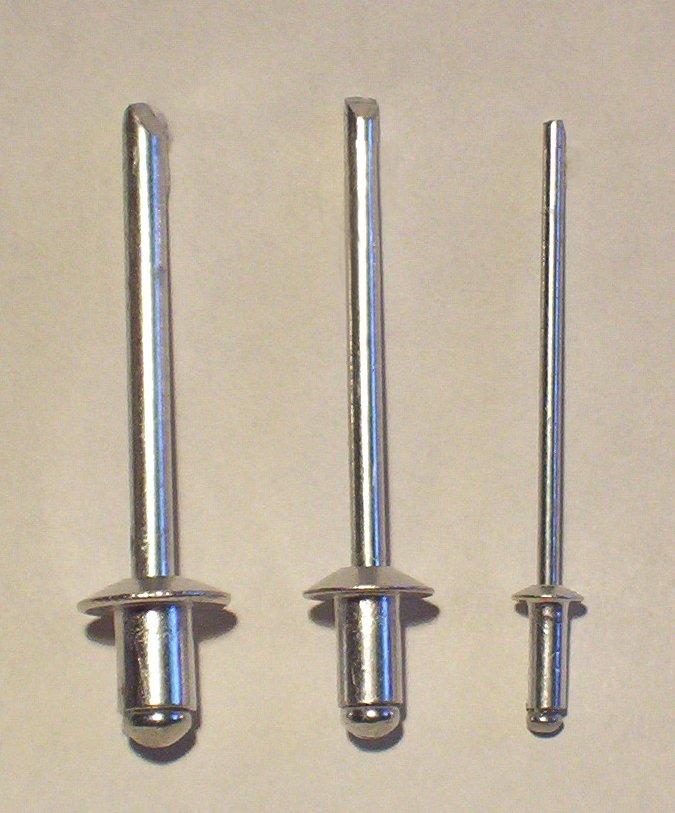
Trois tailles de rivets aveugles (de gauche à droite : 1/8", 3/32" et 1/16").

Une vraie révolution dans le rivetage a été réalisée par l'apparition du « rivet aveugle » (ou rivet pop marque déposée) développé par la George Tucker Eyelet Company au début des années 1940[réf. nécessaire] et qui ne nécessite plus ce double accès. Ce rivet est constitué d'un corps creux (tube avec collerette) en alliage déformable, et d'une tige dont une extrémité est renflée : le clou. La tête peut être ronde, fraisée ou large pour mieux répartir l'effort de serrage. Il est posé avec une pince à riveter, qui tire sur la tige dont le bout renflé pénètre dans le corps du rivet pour réaliser le rivetage. Lorsque le blocage s'effectue, la tige se casse automatiquement en laissant le rivet en place. Le clou casse en raison d'une diminution du diamètre réalisée sous sa tête lors de sa fabrication. Ce point de rupture est important car la force de serrage dépendra de la force nécessaire à la rupture du clou.
Il existe des rivets aveugles dont le corps n'est pas percé de bout en bout, mais seulement d'un côté, ce qui donne un rivet étanche.
En version ordinaire ce rivet est en aluminium avec tige en acier. Mais il existe aussi des rivets en titane pour l'aviation ou en plastique avec une faible tenue mécanique mais résistant à la corrosion. D'autres matières sont possibles pour le corps : cuivre, acier inox A2 ou A4, cupronickel…
Également sont possibles des revêtements améliorant la tenue à la corrosion ou la peinture.
Les rivets aveugles standards répondent à des normes AFNOR ou DIN. Les diamètres principaux sont : 2,4 mm - 3 mm - 3,2 mm - 4 mm - 4,8 mm - 5 mm - 6 mm et 6,4 mm. 

Ces diamètres sont issus des systèmes métrique et anglo-saxon ce qui explique certaines proximités de taille (par ex. : 3 et 3,2 mm).
La longueur du rivet dépend de l'épaisseur totale à riveter et de la taille du rivet.
| Norme     | Corps  | Tête    | Corps     | Tige      |
| --------- | ------ | ------- | --------- | --------- |
| ISO 15975 | fermé  | Bombée  | Aluminium | Aluminium |
| ISO 15976 | fermé  | Bombée  | Acier     | Acier     |
| ISO 15977 | ouvert | Bombée  | Aluminium | Acier     |
| ISO 15978 | ouvert | Fraisée | Aluminium | Acier     |
| ISO 15979 | ouvert | Bombée  | Acier     | Acier     |
| ISO 15980 | ouvert | Fraisée | Acier     | Acier     |
| ISO 15981 | ouvert | Bombée  | Aluminium | Aluminium |
| ISO 15982 | ouvert | Fraisée | Aluminium | Aluminium |
| ISO 15983 | ouvert | Bombée  | Inox      | Inox      |
| ISO 15984 | ouvert | Fraisée | Inox      | Inox      |

### Rivet à contreplaque
Lors de la pose, on intercale une rondelle du côté battu pour assurer une meilleure répartition des efforts de l'assemblage. Ce type de rivet est en général court et s'utilise souvent pour l'assemblage de toiles et tissus : le montage est similaire à celui des œillets.

## Retirer le rivet
Pour retirer un rivet sans dommage pour les pièces rivetées et le trou de perçage il faut :
- se munir d'un foret d'un diamètre de 2⁄10 de mm en dessous du diamètre nominal de la fixation (ex. : un rivet de 4 mm devra être percé avec un foret de 3,8 mm, même si le trou en lui-même est de 4,1 mm) ;
- ne percez que l'épaisseur de la tête, bien au centre. Retirez ensuite la tête à l'aide d'un chasse goupille de 3,2 mm. Assisté par une tierce personne qui tiendra un tas ou une cale en bois appuyé sous la seconde pièce rivetée, retirez le corps du rivet avec un chasse goupille et un marteau ;
- préférez le marteau au maillet, vous aurez plus de force.

Retirer un rivet sans détériorer les pièces rivetées n'est pas une opération toujours facile. Plusieurs procédés sont envisageables :
- en perçant la tête du rivet à la perceuse avec un foret d'un diamètre égal ou légèrement inférieur au diamètre du corps du rivet : il s'agit de traverser le rivetage ;
- en perçant la tête du rivet avec un foret d'un diamètre nettement supérieur au diamètre du corps du rivet : le but est alors de faire sauter la tête ;
- en sciant ou en meulant la tête du rivet ;
- en découpant la tête du rivet avec un ciseau à bois et un marteau, si le matériau est suffisamment tendre (aluminium).

Reste alors le corps du rivet, qu'il suffit de chasser, en le poussant avec un chasse-goupille. Le danger des méthodes par perçage est essentiellement d'agrandir le trou du rivet, et l'inconvénient des autres méthodes est d’abîmer la surface de la première pièce rivetée ce qui entraînera un ponçage ou un ragréage de la zone détériorée.